# سکات چیپرفیلد
سکات چیپرفیلد (انگلیسی: Scott Chipperfield؛ زادهٔ ۳۰ دسامبر ۱۹۷۵) یک بازیکن فوتبال اهل سوئیس است.
وی همچنین در تیم ملی فوتبال استرالیا بازی کرده‌است.